# Rhytia hypermnestra
Rhytia hypermnestra är en fjärilsart som beskrevs av Stoll 1780. Rhytia hypermnestra ingår i släktet Rhytia och familjen nattflyn. Inga underarter finns listade.